# Zanrsin
Zanrsin est un village situé dans le département de Boudry de la province du Ganzourgou dans la région du Plateau-Central au Burkina Faso.

## Géographie
Zanrsin est localisé à environ 12 km à l'ouest du centre de Zorgho. La commune est traversée par la route nationale 4 menant à Ouagadougou (situé à environ 80 km à l'ouest).

## Santé et éducation
Le centre de soins le plus proche de Zanrsin est le centre de santé et de promotion sociale (CSPS) de Boudry tandis que le centre médical avec antenne chirurgicale (CMA) se trouve à Zorgho.